# Росохан

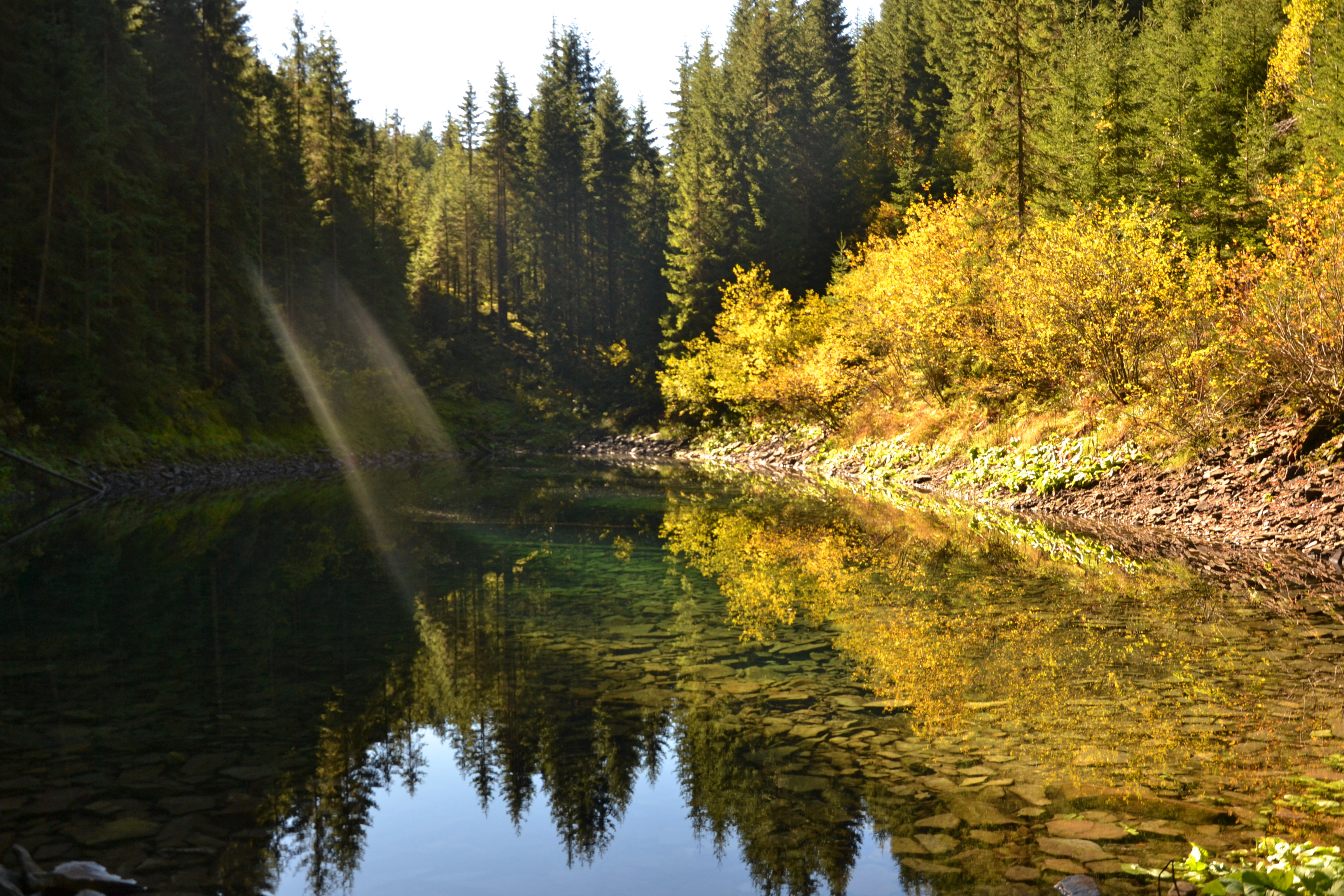
Росохан восени

Росоха́н — високогірне озеро в Українських Карпатах, у межах Калуського району Івано-Франківської області. 
Розташоване на південному схилі хребта Аршиці (гірський масив Ґорґани), в басейні річки Мшани, на висоті 1120 м. Площа озера бл. 500 кв. м. (за іншими даними — 470 кв. м), найбільша глибина 2,8 м (після затяжних дощів — до 4,5 м). Довжина озера 50—70 м, ширина 20 м. Дно і береги кам'янисті, вода прозора. 
Озеро безстічне, утворилося за однією версією внаслідок зсуву, за іншою — після падіння метеориту.

## Заповідна справа
З 1972 року озеро має статус гідрологічної пам'ятки природи місцевого значення — «Гірське озеро Росохан». У 2007 р. громадською організацією «Карпатські стежки» за сприяння Посольства Нідерландів в Україні було встановлено охоронний знак (аншлаг).